# Marthalen
Marthalen (toponimo tedesco) è un comune svizzero di 1 938 abitanti del Canton Zurigo, nel distretto di Andelfingen.

## Monumenti e luoghi d'interesse

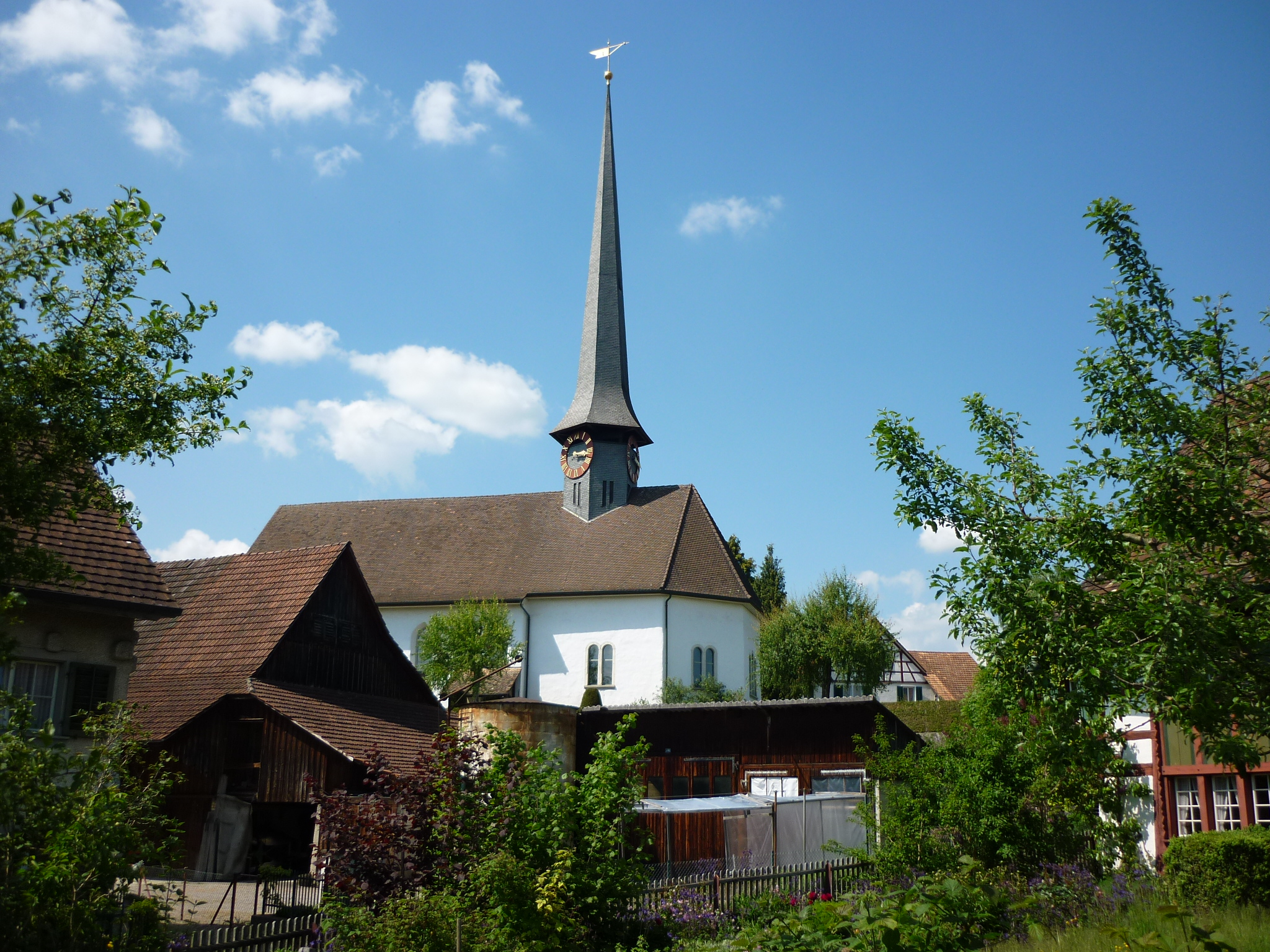
La chiesa riformata dei Santi Gallo e Antonino

- Chiesa riformata dei Santi Gallo e Antonino, eretta nel 1126 e ricostruita nel 1606 e nel 1660[1].

## Società

### Evoluzione demografica
L'evoluzione demografica è riportata nella seguente tabella (fino al 1771 senza Ellikon am Rhein):
Abitanti censiti

## Infrastrutture e trasporti
Marthalen è servito dall'omonima stazione sulla ferrovia Winterthur-Sciaffusa.

## Amministrazione
Ogni famiglia originaria del luogo fa parte del cosiddetto comune patriziale e ha la responsabilità della manutenzione di ogni bene ricadente all'interno dei confini del comune.